# Orochion
Orochion is een geslacht van vlinders van de familie sneeuwmotten (Lyonetiidae).

## Soorten
- O. sororcula Diakonoff, 1955
- O. undulosa Diakonoff, 1955